# تاراک‌لی (بورچکا)
تاراک‌لی (به ترکی استانبولی: Taraklı) یک منطقهٔ مسکونی در ترکیه است که در بورچکا واقع شده‌است. تاراک‌لی ۲۹۷ نفر جمعیت دارد.